# إلميرا عبدرازاكوفا
إلميرا رافايلوفنا عبدرازاكوفا (بالروسية:  Эльмира Абдразакова)؛ مواليد 7 أكتوبر 1994 في مقاطعة زيلزين) عارضة أزياء روسية، حاملة لقب مسابقة ملكة جمال والتي توجت بلقب ملكة جمال روسيا 2013 ومثلت بلدها في مسابقة ملكة جمال الكون 2013 و مسابقة ملكة جمال العالم 2013 . ولدت من أب تتاري (رفاييل عبدرزاكوف) وأم روسية (أولغا بشينيتشنيكوفا) . 

## روابط خارجية
- اموقع ملكة جمال روسيا الرسمي
- الحياة الحقيقية سندريلا: أنجلينا جولي الروسية
- «' امرأة الغجر لا يمكن أن يكون وجه روسيا '» ألسو كورماشيفا, مجلة  اتلانتيك  ، 6 مارس 2013
- إلميرا عبدرازاكوفا على إنستغرام

| الجوائز و الإنجازات       | الجوائز و الإنجازات  | الجوائز و الإنجازات |
| ------------------------- | -------------------- | ------------------- |
| سبقه إليزافيتا غولوفانوفا | ملكة جمال روسيا 2013 | تبعه يوليا أليبوفا  |